# Лавиль, Филипп
Филипп Лавиль (псевдоним, фр. Philippe Lavil; наст. имя Филипп Дюран де Лавильжегю дю Френе фр. Philippe Durand de La Villejégu du Fresnay) (род. 26 сентября 1947, Фор-де-Франс, Мартиника) — французский певец.

## Биография
Будущий музыкант родился в беке — так на Мартинике называют поселения французов, приехавших туда из метрополии на постоянное жительство. Предки Лавиля поселились на острове ещё во времена Людовика XV, а родители будущего певца держали банановую плантацию. Влияние южноамериканских мотивов (вкупе с джазовыми вариациями) будет позднее хорошо заметно в большинстве песен Лавиля.
В 1960 году Макс Дюран де ля Вильжегю дю Френэ (1922—1989) отправляет сына учиться в метрополию. Сначала мальчик учится в интернате в городке Дьёлефи на юго-востоке Франции, где подпадает под влияние учителя английского языка и по совместительству музыканта Грэма Олрайта (Graeme Allwright). Под его влиянием Лявиль выучивается играть на гитаре и решает стать музыкантом.
После интерната он учится в школе бизнеса. Ещё будучи студентом, Лавиль выпускает первую пластинку на 45 оборотов — песню «A la califourchon» (1969). А уже в 1970 выходит первый большой хит певца — песня «Avec les filles je ne sais pas».
После этого вплоть до конца семидесятых музыкант почти ничего не выпускает и довольно редко выступает с концертами. В 1978 году выходит альбом Лавиля «Fevrier» на стихи Алена Сушона и Дидье Барбеливьена, однако эта работа не оправдала возложенных на неё ожиданий.
В начале 80-х музыкант разорвал контракт со звукозаписывающей фирмой «WEA» на выпуск его дисков и стал подумывать о возвращении на Мартинику. Но в 1982 году была выпущена песня «Il tape sur des bambous», написанная для Лавиля Барбеливьеном, и её успех (она разошлась тиражом в полтора миллиона экземпляров) заставил певца передумать. После этого он обрёл второе дыхание и выпустил ещё несколько успешных синглов. А в 1986 вышел первый его успешный студийный альбом «Nonchalances».
В 1987 году был выпущен сборник лучших хитов музыканта, куда вошли такие его песни, как «La Femme Qui Dit Jamais Je T’aime», «Salsa Parasol», «Je te dois», «Gentleman» и другие.
В 1996, 1997 и 1998 участвовал в проекте Les Enfoirés.
В 2012 стал почётным участником 7 сезона проекта «Âge tendre et Têtes de bois». Это концертное турне, организованное для музыкантов, чья карьера началась в 60-е, 70-е и начале 80-х годов. Его участники ездят по городам Франции, Бельгии и Швейцарии в течение почти года (7 сезон стартовал 4 марта 2012 и завершился 4 февраля 2013).

## Дискография

### Альбомы
- 1978 : Février;
- 1986 : Nonchalances;
- 1992 : Y a plus d’hiver;
- 1994 : Déménage;
- 1996 : Un zest of;
- 1997 : Ailleurs, c’est toujours l’idéal;
- 2002 : Retour à la case créole (#56 в национальном хит-параде Франции);
- 2007 : Calypso (#75 в национальном хит-параде Франции);
- 2011 : La part des anges.

### Синглы
- 1969 : «A la califourchon» (пластинка на 45 оборотов);
- 1970 : Avec les filles je ne sais pas (пластинка на 45 оборотов, Barclay Records);
- 1971 : Nanas et Nanas;
- 1971 : Un poquito d’amor;
- 1971 : Plus j’en ai, plus j’en veux;
- 1976 : Heure locale;
- 1982 : Il tape sur des bambous;
- 1985 : Elle préfère l’amour en mer — #8 в национальном хит-параде Франции;
- 1988 : Kolé Séré (пластинка на 45 оборотов; в оригинале песню исполняла группа Kassav') —#4 в национальном хит-параде Франции;
- 1989 : La Chica de Cuba (пластинка на 45 оборотов);
- 1991 : De Bretagne ou d’ailleurs — #29 в национальном хит-параде Франции;
- 1994 : Jules apprend.